# Ján Sedláček
Ján Sedláček (* 14. srpna 1964, Košice, Československo) je bývalý československý házenkář. Po skončení aktivní kariéry působí jako trenér.
S týmem Československa hrál na letních olympijských hrách v Barceloně v roce 1992, kde tým skončil na 9. místě. Nastoupil ve 2 utkáních a dal 1 gól. Na klubové úrovni hrál za HC Košice.